# Ectophasia platymesa
Ectophasia platymesa là một loài ruồi trong họ Tachinidae.